# Буковица Горња (Милићи)
Буковица Горња је насељено мјесто у општини Милићи, Република Српска, БиХ. Према попису становништва из 2013, у насељу је живјело 50 становника.

## Становништво
| Демографија | Демографија | Демографија |
| Година      | Становника  | Становника  |
| ----------- | ----------- | ----------- |
| 1971.       | 112         |             |
| 1981.       | 185         |             |
| 1991.       | 178         |             |